# Northern Ireland Assembly
Die Northern Ireland Assembly (deutsch Nordirland-Versammlung; irisch Tionól Thuaisceart Éireann; Scots Norlin Airlann Semmlie) ist das Parlament des britischen Landesteils Nordirland. Es hat weitreichende Gesetzgebungskompetenzen in Bereichen, die nicht ausdrücklich dem britischen Parlament vorbehalten sind. Darüber hinaus wählt die Versammlung die Regierung Nordirlands. Sie hat ihren Sitz in Belfast und tagt im Parliament Building (Stormont Estate).
Das aktuelle Parlament wurde durch das Karfreitagsabkommen von 1998 geschaffen, das den dreißigjährigen Konflikt in Nordirland beenden sollte. Es beruht auf dem Prinzip der Konkordanz, um sicherzustellen, dass die beiden größten politischen Gruppen Nordirlands, die protestantischen Unionisten und die katholischen Nationalisten, an der Regierung beteiligt werden. Es handelt sich um ein Einkammer-Parlament mit 90 Mitgliedern. Die Wahl findet durch eine übertragbare Einzelstimmgebung im Sinne der Verhältniswahl statt.
Die Versammlung wurde bereits mehrmals ausgesetzt, am längsten vom Oktober 2002 bis zum Mai 2007. Während der Aussetzung gingen ihre Vollmachten auf das britische Nordirland-Ministerium über. Auf Grund des St-Andrews-Abkommens vom November 2006 wurden im März 2007 Neuwahlen abgehalten und die Zuständigkeiten der Versammlung wiederhergestellt.
Nach einem Skandal um die Renewable Heat Incentive trat der vorherige erste Minister Martin McGuinness Anfang 2017 als stellvertretender erster Minister zurück, was, da seine Partei Sinn Féin keinen Ersatz stellte, zu Neuwahlen im März 2017 führte. Da nun jedoch die Unionisten (DUP) nicht mehr eine absolute Mehrheit in der Assembly besaßen, und diese sich mit der Opposition (Sinn Féin) in Bezug auf einige Themen (u. a. gleichgeschlechtliche Ehe in Nordirland und ein Amtssprachenstatus in Nordirland für die irische Sprache) nicht einigen konnten, konnte keine neue Exekutive eingerichtet werden, womit auch die Assembly handlungsunfähig war. Der Haushalt für Nordirland wurde im November 2017 ersatzweise von der gesamtbritischen Regierung in London verabschiedet. Weitere Gespräche zwischen DUP und Sinn Féin, mit Unterstützung von Premierministerin Theresa May und dem irischen Taoiseach Leo Varadkar, brachten kein Ergebnis, obwohl die britische und irische Regierung im Mai 2019 eine „Intensivierung“ der Verhandlungen versprachen. Am 21. Oktober 2019 kehrten DUP- und einige SDLP-Abgeordnete nach 1008 Tagen in die Assembly zurück, um symbolisch über einen Gesetzentwurf zum „Schutz des ungeborenen Lebens“ zu beraten, doch aus Verfahrensgründen vertagte sich die Versammlung nach weniger als einer Stunde ohne Beschlussfassung.
Das sowohl für die DUP als auch für Sinn Féin schlechte Abschneiden bei der Britischen Unterhauswahl 2019 wurde als Reaktion der Wähler auf den jahrelangen politischen Stillstand angesehen. Neue Impulse für einen Neuanfang brachten das Angebot der britischen Regierung, zusätzliche 2 Milliarden £ in das Gesundheitssystem und die Infrastruktur der Provinz zu investieren. Darüber hinaus kamen der irische und britische Premier im Januar 2020 zu dem einvernehmlichen Entschluss, dass eine fortdauernde Blockade nur durch baldige Neuwahlen zu lösen sei. Aufgrund dessen kamen die führenden nordirischen Parteien am 11. Januar 2020 zu der Übereinkunft, die Arbeit im Regionalparlament fortzusetzen. Arlene Foster wurde erneut zum First Minister bestimmt, ihr Deputy wurde Michelle O’Neill.

## Geschichte

### Vorgänger
Es gab in der jüngeren Geschichte Nordirlands bereits mehrere Regionalregierungen, die erste wurde 1921 auf Grundlage des Government of Ireland Act gebildet. Dabei wurde Teilen Ulsters nach der Teilung Irlands eine autonome Regierung zugestanden (Home Rule), während sich auf dem Rest der Insel der Irische Freistaat etablierte. Vom Juni 1921 bis zum März 1972 existierte das Parliament of Northern Ireland als gesetzgebende Körperschaft und war in zwei Kammern gegliedert. Es galt ein Mehrheitswahlrecht und die Grenzen der Wahlkreise waren derart angepasst worden, dass die ohnehin in der Minderheit befindlichen Katholiken noch weiter benachteiligt wurden (Gerrymandering). Dadurch wurde dieses Parlament von der protestantischen UUP dominiert, die in dieser Zeit auch ständig die Regierung stellte. Das Parlament wurde im März 1972 nach dem Blutigen Sonntag ausgesetzt und 1973 endgültig aufgelöst.
Kurz nach der Aufhebung dieses ersten Parlaments wurden Forderungen laut, die Selbstverwaltung wiederherzustellen und dabei die Macht zwischen Unionisten und Nationalisten zu teilen. Eine nach dem Abkommen von Sunningdale 1973 geschaffene Versammlung, die bereits die Bezeichnung Northern Ireland Assembly führte, wurde bereits ein Jahr später wieder aufgehoben, da Radikale von beiden Seiten sich ihr verweigerten. 1982 wurde eine weitere Assembly eingesetzt, ein Organ mit geringen Kompetenzen, das 1986 auf Grund der geringen Unterstützung von katholischer Seite wieder aufgelöst wurde.

### Die moderne Versammlung

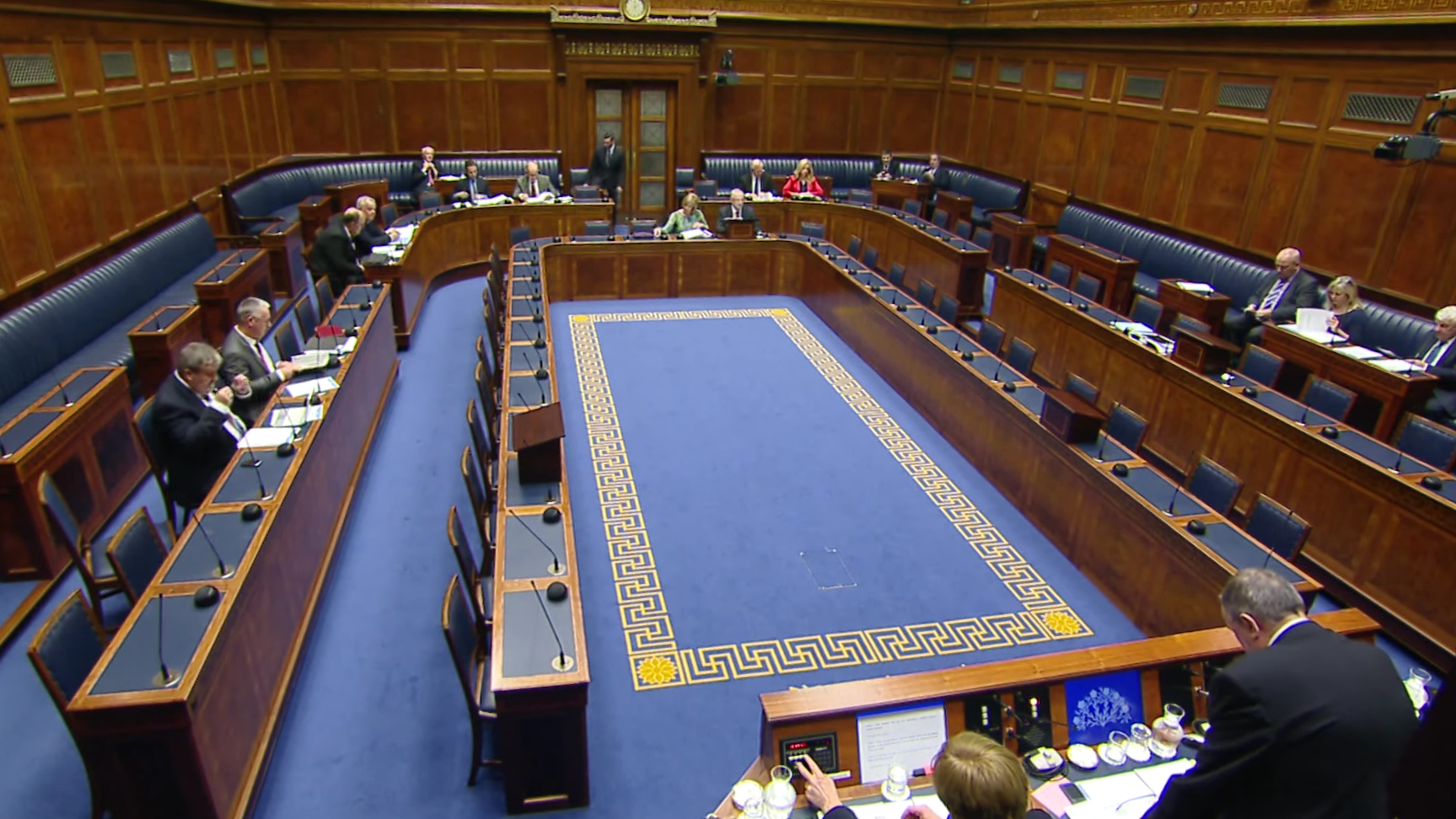
Sitzungssaal der Nordirland-Versammlung

Die Wahlkreiseinteilung für die Nordirland-Versammlung folgt den Wahlkreisgrenzen für das Parlament in Westminster. Die Grenzen der 18 Wahlkreise wurden im Jahr 2008 zum Teil neu gezogen.

Die moderne Nordirland-Versammlung wurde im Zuge der Umsetzung des Karfreitagsabkommens zum ersten Mal am 25. Juni 1998 gewählt und hielt ihre erste Sitzung am 1. Juli desselben Jahres ab. Allen Parteien in Nordirland, die das Abkommen unterstützten und sich zum Gewaltverzicht verpflichteten, wurde hierbei die Möglichkeit gegeben, gleichberechtigt Abgeordnete ins Regionalparlament zu entsenden. Die Versammlung existierte bis zum 2. Dezember 1999 jedoch nur „im Schatten“, da der Versammlung erst zu diesem Zeitpunkt ihre Aufgaben übertragen wurden. Seitdem wurde das Parlament mehrmals von der britischen Regierung vorläufig aufgelöst:
- 11. Februar 2000 bis 30. Mai 2000
- 10. August 2001
- 12. September 2001
- 14. Oktober 2002 bis 7. Mai 2007

Die Arbeit der Versammlung wurde immer wieder durch den Konflikt zwischen den protestantischen Parteien auf der einen Seite und der mit der IRA verbündeten katholischen Sinn Féin auf der anderen Seite behindert. Der Hauptvorwurf lautete dabei, die paramilitärische IRA habe sich noch nicht vollständig entwaffnet und der Gewalt abgeschworen.
Die letzte und längste Suspendierung der Versammlung erfolgte, als Vorwürfe laut geworden waren, Mitarbeiter der Sinn Féin würden für die IRA spionieren, und die Minister der UUP deswegen zurücktraten.
Im November 2006 traten die Mitglieder der Versammlung noch einmal zusammen, um am St-Andrews-Abkommen beteiligt zu werden. Auf Grund dieses Abkommens erfolgten am 7. März 2007 Neuwahlen und am 26. März wurde die Selbstverwaltung mit dem Zusammentritt der Abgeordneten wiederhergestellt.
Im Jahr 2016 wurde die Zahl der Abgeordneten für künftige Wahlen per Gesetz von 108 auf 90 reduziert. In jedem der 18 Wahlkreise werden seitdem nicht 6, sondern 5 Abgeordnete gewählt. Erstmals zur Anwendung kam diese Regelung bei der Wahl 2017.
Im Mai 2019 kamen die Regierungen von Großbritannien und Irland überein, die Verhandlungen über die Wiedereinsetzung der Versammlung „zu intensivieren“. Ein konkreter Zeitraum wurde nicht genannt. Bis Mitte Juni trafen sich die nordirischen Parteivorsitzenden mehrmals im Parlamentsgebäude in Stormont, es wurden auch fünf Arbeitsgruppen eingesetzt, um Einzelfragen zu klären. Seitdem wurde keine Annäherung bekannt.
Im Herbst 2019 appellierten die katholischen Bischöfe Gesamt-Irlands an die Assembly, bis spätestens 21. Oktober 2019 wieder zusammenzutreten, um die Liberalisierung des Abtreibungsrechts in Nordirland zu verhindern. Das Londoner Unterhaus hatte entsprechende Gesetzesänderungen beschlossen. Allerdings hatte das zuständige Oberste Gericht Nordirlands, der High Court in Belfast, schon zuvor entschieden, dass das bisher geltende, strenge Abtreibungsverbot in Nordirland gegen die Europäische Menschenrechtskonvention verstößt. Am 21. Dezember kehrten Abgeordnete der DUP und der SDLP nach 1008 Tagen zwar in die Assembly zurück, um über einen Gesetzentwurf der DUP gegen die Liberalisierung des Abtreibungsrechts zu beraten, doch weil die republikanische SDLP den Saal wieder verließ und die übrigen Fraktionen gar nicht erst erschienen waren, konnte kein neuer Parlamentspräsident (Speaker) gewählt werden und die Sitzung wurde nach weniger als einer Stunde vertagt. Der noch amtierende Speaker Robin Newton von der DUP hatte es trotz massiven Drucks seiner Partei abgelehnt, die Verfahrensregeln der Assembly zu ändern, um eine Beschlussfassung zu ermöglichen. Er bestand darauf, dass vor parlamentarischen Beratungen ein Speaker gewählt werden muss, der das Vertrauen von Unionisten und Republikanern hat. Damit trat am 22. Oktober 2019 um 00.00 Uhr ein neues, entschärftes Abtreibungsrecht in Nordirland in Kraft, außerdem werden dort ab Februar 2020 gleichgeschlechtliche Paare erstmals heiraten können.
Der britische Premierminister Boris Johnson wollte der Assembly für den Fall des Brexit das Recht zugestehen, nach einer Übergangsfrist von 14 Monaten und danach alle vier Jahre neu darüber zu entscheiden, ob Nordirland in einer Zollunion mit der Europäischen Union bleibt. Der Plan war schon vor seinem endgültigen Scheitern höchst umstritten, weil daraus nicht hervorging, wie die Arbeitsfähigkeit des Regionalparlaments wiederhergestellt werden sollte.

## Sitzverteilung der Parteien
Die Zusammensetzung und Vollmachten der Versammlung sind im Nordirland-Gesetz festgehalten. Die 90 (bis 2016 108) Mitglieder werden in 18 Fünfer-Wahlkreisen gewählt. Die Wahlkreise entsprechen denen für die Wahl des britischen Unterhauses. Nach jeder Wahl muss die Versammlung innerhalb von acht Tagen zusammentreten. Sie kann sich selbst mit einer Zwei-Drittel-Mehrheit auflösen. Sie wird automatisch aufgelöst, wenn sie es nicht schafft, innerhalb von sechs Wochen einen Regierungschef zu wählen. Die Wahlen werden vom Nordirland-Minister ausgeschrieben.
Jedes Mitglied muss sich zu Beginn der Legislaturperiode in eine der drei Gruppen „Unionisten“, „Nationalisten“ oder „Andere“ eintragen. Ein Mitglied darf höchstens einmal pro Periode die Gruppe wechseln. Momentan gibt es in der Versammlung 37 Unionisten, 35 Nationalisten und 18 Andere.
| Logo   | Logo   | Partei                                    | Orientierung  | Sitze         | Sitze   | Sitze |
| Logo   | Logo   | Partei                                    | Orientierung  | nach der Wahl | aktuell | +/−   |
| ------ | ------ | ----------------------------------------- | ------------- | ------------- | ------- | ----- |
|        |        | Sinn Féin (SF)                            | Nationalisten | 27            | 27      | ▬     |
|        |        | Democratic Unionist Party (DUP)           | Unionisten    | 25            | 24      | ▼1    |
|        |        | Alliance Party (Alliance)                 | Andere        | 17            | 17      | ▬     |
|        |        | Ulster Unionist Party (UUP)               | Unionisten    | 09            | 09      | ▬     |
|        |        | Social Democratic and Labour Party (SDLP) | Nationalisten | 08            | 08      | ▬     |
|        |        | Traditional Unionist Voice (TUV)          | Unionisten    | 01            | 01      | ▬     |
|        |        | People Before Profit (PBP)                | Andere        | 01            | 01      | ▬     |
|        |        | Unabhängige                               | Unionisten    | 02            | 02      | ▬     |
|        |        | Speaker                                   | —             | —             | 01      | ▲1    |
| Gesamt | Gesamt | Gesamt                                    | Gesamt        | 90            | 90      | ▬     |

Die Parteienlandschaft Nordirlands ist traditionell konfessionell geprägt. Die etablierten britischen Parteien wie die Konservative Partei, die Labour Party sowie die Liberal Democrats spielen dort keine Rolle und stellen auch (mit Ausnahme der Konservativen) keine Kandidaten für Wahlen auf.

## Wahlen
Seit 1998 fanden in Nordirland siebenmal Wahlen für die Versammlung statt. Sie hatten folgende Ergebnisse (Zahl der Stimmen, prozentualer Stimmenanteil und gewonnene Sitze):
| Wahl        | Wahl        | 1.            | 1.            | 1.            | 2.                | 2.                | 2.                | 3.           | 3.           | 3.           | 4.          | 4.          | 4.          | 5.          | 5.          | 5.          | 6.           | 6.           | 6.           | 7.          | 7.          | 7.          |
| Termin      | Termin      | 25. Juni 1998 | 25. Juni 1998 | 25. Juni 1998 | 26. November 2003 | 26. November 2003 | 26. November 2003 | 7. März 2007 | 7. März 2007 | 7. März 2007 | 5. Mai 2011 | 5. Mai 2011 | 5. Mai 2011 | 5. Mai 2016 | 5. Mai 2016 | 5. Mai 2016 | 2. März 2017 | 2. März 2017 | 2. März 2017 | 5. Mai 2022 | 5. Mai 2022 | 5. Mai 2022 |
| Beteiligung | Beteiligung | 70,0 %        | 70,0 %        | 70,0 %        | 63,1 %            | 63,1 %            | 63,1 %            | 62,3 %       | 62,3 %       | 62,3 %       | 54,5 %      | 54,5 %      | 54,5 %      | 54,9 %      | 54,9 %      | 54,9 %      | 64,8 %       | 64,8 %       | 64,8 %       | 63,6 %      | 63,6 %      | 63,6 %      |
| Partei      | Partei      | Zahl          | %             | Sitze         | Zahl              | %                 | Sitze             | Zahl         | %            | Sitze        | Zahl        | %           | Sitze       | Zahl        | %           | Sitze       | Zahl         | %            | Sitze        | Zahl        | %           | Sitze       |
| ----------- | ----------- | ------------- | ------------- | ------------- | ----------------- | ----------------- | ----------------- | ------------ | ------------ | ------------ | ----------- | ----------- | ----------- | ----------- | ----------- | ----------- | ------------ | ------------ | ------------ | ----------- | ----------- | ----------- |
|             | Sinn Féin   | 142.858       | 17,7          | 18            | 162.758           | 23,5              | 24                | 180.573      | 26,2         | 28           | 178.224     | 26,9        | 29          | 166.785     | 24,0        | 28          | 224.245      | 27,9         | 27           | 250.388     | 29,0        | 27          |
|             | DUP         | 145.917       | 18,0          | 20            | 177.944           | 25,7              | 30                | 207.721      | 30,1         | 36           | 198.436     | 30,0        | 38          | 202.567     | 29,2        | 38          | 225.413      | 28,1         | 28           | 184.002     | 21,3        | 25          |
|             | Alliance    | 52.636        | 6,5           | 6             | 25.372            | 3,7               | 6                 | 36.139       | 5,2          | 7            | 50.875      | 7,7         | 8           | 48.447      | 7,0         | 8           | 72.717       | 9,1          | 8            | 116.681     | 13,5        | 17          |
|             | UUP         | 172.225       | 21,3          | 28            | 156.931           | 22,7              | 27                | 103.145      | 14,9         | 18           | 87.531      | 13,2        | 16          | 87.302      | 12,6        | 16          | 103.314      | 12,9         | 10           | 96.390      | 11,2        | 9           |
|             | SDLP        | 177.963       | 22,0          | 24            | 117.547           | 17,0              | 18                | 105.164      | 15,2         | 16           | 94.286      | 14,2        | 14          | 83.364      | 12,0        | 12          | 95.958       | 11,9         | 12           | 78.237      | 9,1         | 8           |
|             | TUV         | –             | –             | –             | –                 | –                 | –                 | –            | –            | –            | 16.480      | 2,5         | 1           | 23.776      | 3,4         | 1           | 20.523       | 2,6          | 1            | 65.788      | 7,6         | 1           |
|             | PBP         | –             | –             | –             | –                 | –                 | –                 | 774          | 0,1          | 0            | 5.438       | 0,8         | 0           | 13.761      | 2,0         | 2           | 14.100       | 1,8          | 1            | 9.798       | 1,1         | 1           |
|             | Grüne       | 710           | 0,1           | 0             | 2.688             | 0,4               | 0                 | 11.985       | 1,7          | 1            | 6.031       | 0,9         | 1           | 18.718      | 2,7         | 2           | 18.527       | 2,3          | 2            | 16.433      | 1,9         | 0           |
|             | Aontú       | –             | –             | –             | –                 | –                 | –                 | –            | –            | –            | –           | –           | –           | –           | –           | –           | –            | –            | –            | 12.777      | 1,5         | 0           |
|             | PUP         | 20.634        | 2,6           | 2             | 8.032             | 1,2               | 1                 | 3.822        | 0,6          | 1            | 1.493       | 0,2         | 0           | 5.955       | 0,9         | 0           | 5.590        | 0,7          | 0            | 2.665       | 0,3         | 0           |
|             | UKIP        | –             | –             | –             | –                 | –                 | –                 | 1.229        | 0,2          | 0            | 4.152       | 0,6         | 0           | 10.109      | 1,5         | 0           | 1.579        | 0,2          | 0            | –           | –           | –           |
|             | UKUP        | 36.541        | 4,5           | 5             | 5.700             | 0,8               | 1                 | 10.453       | 1,5          | 0            | –           | –           | –           | –           | –           | –           | –            | –            | –            | –           | –           | –           |
|             | NIWC        | 13.019        | 1,6           | 2             | 5.785             | 0,8               | 0                 | –            | –            | –            | –           | –           | –           | –           | –           | –           | –            | –            | –            | –           | –           | –           |
|             | sonstige    | 24.091        | 3,1           | 0             | 9.943             | 1,4               | 0                 | 9.715        | 1,5          | 0            | 15.624      | 2,5         | 0           | 10.876      | 1,5         | 0           | 6.942        | 0,7          | 0            | 4.229       | 0,6         | 0           |
|             | Unabhängige | 24.339        | 3,0           | 3             | 19.328            | 2,8               | 1                 | 19.471       | 2,8          | 1            | 3.003       | 0,5         | 1           | 22.650      | 3,2         | 1           | 14.407       | 1,8          | 1            | 25.315      | 2,9         | 2           |
| Gesamt      | Gesamt      | 786.132       | 100           | 108           | 692.028           | 100               | 108               | 690.191      | 100          | 108          | 661.753     | 100         | 108         | 694.310     | 100         | 108         | 803.315      | 100          | 90           | 862.703     | 100         | 90          |

## Sitzverteilung seit 1998
| 18 | 24 | 6 | 2 | 3 | 2 | 28 | 5 | 20 |

| 24 | 18 | 6 | 1 | 1 | 27 | 1 | 30 |

| 28 | 16 | 1 | 7 | 1 | 1 | 18 | 36 |

| 29 | 14 | 1 | 8 | 1 | 16 | 38 | 1 |

| 28 | 12 | 2 | 2 | 8 | 1 | 16 | 38 | 1 |

| 27 | 12 | 1 | 2 | 8 | 1 | 10 | 28 | 1 |

| 27 | 8 | 1 | 17 | 2 | 9 | 25 | 1 |

| Irische Nationalisten | Unionisten           | Andere                                                                  |
| Sinn Féin SDLP        | PUP UUP UKUP DUP TUV | Green Party Alliance People before Profit Women’s Coalition Unabhängige |

## Zuständigkeiten
Die Versammlung hat gesetzgebende Kompetenzen und ist für die Wahl der Regierung verantwortlich. Der Erste Minister und sein Stellvertreter werden durch Konkordanz gewählt. Die beiden größten Blöcke, also Unionisten und Nationalisten, schlagen jeweils einen Kandidaten für eines der beiden Ämter vor. Der Rest der Minister wird nicht gewählt, stattdessen bestimmen die größeren Parteien eine Zahl von Regierungsmitgliedern, die ihrer Stärke im Parlament entspricht.
In der Gesetzgebung werden drei Bereiche unterschieden: Übertragene Zuständigkeiten liegen allein bei der Versammlung; Reservierte Zuständigkeiten werden möglicherweise in der Zukunft der Versammlung übertragen; Ausgenommene Zuständigkeiten sind auch weiterhin dem britischen Parlament vorbehalten. Gesetze, die rechtmäßig von der Versammlung erlassen wurden, werden von dem britischen König unterzeichnet. Alle Gesetze, die illegal beschlossen wurden, werden vom Nordirland-Minister zurückgewiesen.
| Übertragen: - Arbeit - Erziehung - Finanzen - Gesundheit - Handel - Justiz und Polizei (seit 2010) - Kunst und Kultur - Landwirtschaft - Regionale Entwicklung - Soziales - Umwelt | Reserviert: - Bildung - Internationaler Handel - Küste und Meeresgrund - Post und Telekommunikation - Verbraucherschutz | Ausgenommen: - Internationale Beziehungen - Internationale Verträge - Orden und Titel - Staatsbürgerschaft, Immigration und Asyl - Steuern des Gesamtstaates - Thronfolge - Verteidigung und Streitkräfte - Wahlrecht - Währung |

## Ausscheiden eines Abgeordneten
Scheidet ein Abgeordneter aus dem Parlament aus, so wählt seine Partei jemanden aus, der dann formell kooptiert wird. Dieser Nachrücker braucht auch nicht bei der vorangegangenen Wahl auf einer Kandidatenliste gestanden zu haben. Auf eine etwa beim britischen Unterhaus im vergleichbaren Falle durchgeführte Nachwahl wird einerseits aus Kostengründen verzichtet, außerdem soll das Kräfteverhältnis zwischen den Parteien unverändert bleiben. Der Wechsel eines Abgeordneten von seinem ursprünglichen in einen anderen Wahlkreis ist bei dieser Gelegenheit möglich. So übernahm der DUP-Abgeordnete Edwin Poots nach dem Tode seines Parteikollegen Christopher Stalford im Februar 2022 dessen Sitz für den Wahlkreis Belfast South und machte so zugleich Platz in Lagan Valley für Paul Rankin.
Zu den Gründen eines Ausscheidens gehören auch das Verbot bestimmter Doppelmandate, geregelt ist dies im Northern Ireland Assembly Disqualification Act 1975.

## Speaker
| Name                                     | Bild              | Amtszeit (Beginn) | Amtszeit (Ende)   | Partei vor der Amtszeit (unparteiisch während der Amtszeit) | Partei vor der Amtszeit (unparteiisch während der Amtszeit) |
| Presiding Officer                        | Presiding Officer | Presiding Officer | Presiding Officer | Presiding Officer                                           | Presiding Officer                                           |
| ---------------------------------------- | ----------------- | ----------------- | ----------------- | ----------------------------------------------------------- | ----------------------------------------------------------- |
| John Alderdice                           |                   | 1. Juli 1998      | 29. Februar 2004  |                                                             | Alliance Party of Northern Ireland                          |
| Speaker of the Northern Ireland Assembly |                   |                   |                   |                                                             |                                                             |
| Eileen Bell                              |                   | 8. Mai 2007       | 8. Mai 2007       |                                                             | Alliance Party of Northern Ireland                          |
| William Hay                              |                   | 8. Mai 2007       | 13. Oktober 2014  |                                                             | Democratic Unionist Party                                   |
| Mitchel McLaughlin                       |                   | 12. Januar 2015   | 12. Mai 2016      |                                                             | Sinn Féin                                                   |
| Robin Newton                             |                   | 12. Mai 2016      | 11. Januar 2020   |                                                             | Democratic Unionist Party                                   |
| Alex Maskey                              |                   | 11. Januar 2020   | 3. Februar 2024   |                                                             | Sinn Féin                                                   |
| Edwin Poots                              |                   | 3. Februar 2024   |                   |                                                             | Democratic Unionist Party                                   |